# Haoletugaole
Haoletugaole (kinesiska: 浩勒图高勒, 浩勒图高勒苏木) är en socken i Kina. Den ligger i den autonoma regionen Inre Mongoliet, i den norra delen av landet, omkring 630 kilometer nordost om regionhuvudstaden Hohhot.
Genomsnittlig årsnederbörd är 528 millimeter. Den regnigaste månaden är juni, med i genomsnitt 153 mm nederbörd, och den torraste är januari, med 4 mm nederbörd.